# Cecidomyia omalanthi
Cecidomyia omalanthi är en tvåvingeart som först beskrevs av Frederick Askew Skuse 1890.  Cecidomyia omalanthi ingår i släktet Cecidomyia och familjen gallmyggor. Inga underarter finns listade i Catalogue of Life.